# Деветнаеста изложба УЛУС-а (1955)
Деветнаеста изложба УЛУС-а (1955) је трајала од 1. до 25. маја 1955. године. Одржана је у галеријском простору Удружења ликовних уметника Србије односно у Уметничком павиљону "Цвијета Зузорић", у Београду.

## Излагачи

### Сликарство
1. Анте Абрамовић
2. Борис Анастасијевић
3. Даница Антић
4. Радомир Антић
5. Милош Бабић
6. Милош Бајић
7. Боса Беложански
8. Михаил Беренђија
9. Никола Бешевић
10. Петар Бибић
11. Јован Бијелић
12. Олга Богдановић
13. Славољуб Богојевић
14. Слободан Богојевић
15. Перо Бодрожа
16. Милан Божовић
17. Ђорђе Бошан
18. Војтех Братуша
19. Милена Велимировић
20. Живоин Влајнић
21. Лазар Возаревић
22. Лазар Вујаклија
23. Бета Вукановић
24. Живан Вулић
25. Слободан Гавриловић
26. Оливера Галовић-Протић
27. Слободан Гарић
28. Милош Гвозденовић
29. Ратомир Глигоријевић
30. Драгомир Глишић
31. Милош Голубовић
32. Никола Граовац
33. Винко Грдан
34. Ксенија Дивјак
35. Мило Димитријевић
36. Дана Докић
37. Славе Дуковски
38. Амалија Ђаконовић
39. Маша Живкова
40. Ксенија Илијевић
41. Јозо Јанда
42. Љубомир Јанковић
43. Небојша Јелача
44. Мара Јелесић
45. Гордана Јовановић
46. Милош Јовановић
47. Сергије Јовановић
48. Вера Јосифовић
49. Оливера Кангрга
50. Богомил Карлаварис
51. Милан Керац
52. Јарослав Кратина
53. Лиза Крижанић
54. Марко Крсмановић
55. Чеда Крстић
56. Слободанка Кузманић
57. Јован Кукић
58. Александар Кумрић
59. Гордана Лазић
60. Светолик Лукић
61. Александар Луковић
62. Иван Лучев
63. Милан Маринковић
64. Радослав Миленковић
65. Душан Миловановић
66. Милан Минић
67. Милун Митровић
68. Предраг Михаиловић
69. Мирјана Михаћ
70. Фрања Мраз
71. Сава Николић
72. Владислав Новосел
73. Миливоје Олујић
74. Бранко Омчикус
75. Петар Омчикус
76. Анкица Опрешник
77. Лепосава Ст. Павловић
78. Споменка Павловић
79. Чедомир Павловић
80. Живка Пајић
81. Јефто Перић
82. Михаило С. Петров
83. Зоран Петровић
84. Јелисавета Ч. Петровић
85. Слободан Петровић
86. Милорад Пешић
87. Васа Поморишац
88. Ђорђе Поповић
89. Зора Поповић
90. Милан Поповић
91. Мирко Почуча
92. Божа Продановић
93. Миодраг Протић
94. Михаило-Бата Протић
95. Божидар Раднић
96. Иван Радовић
97. Ђуро Радоњић
98. Милан Радоњић
99. Ратимир Руварац
100. Слободан Сотиров
101. Младен Србиновић
102. Десанка Станић
103. Бранко Станковић
104. Вељко Станојевић
105. Боривоје Стевановић
106. Едуард Степанчић
107. Владимир Стојановић
108. Драгутин Стојановић
109. Драгослав Стојановић-Сип
110. Живко Стојсављевић
111. Светислав Страла
112. Рафаило Талви
113. Дмитар Тривић
114. Стојан Трумић
115. Стојан Ћелић
116. Вера Ћирић
117. Милорад Ћирић
118. Јелена Ћирковић
119. Коста Хакман
120. Сабахадин Хоџић
121. Антон Хутер
122. Драгутин Циганчић
123. Љубомир Цинцар-Јанковић
124. Јадвига Четић
125. Милан Четић
126. Алекса Челебоновић
127. Оливера Чохаџић-Радовановић
128. Милена Чубраковић
129. Анте Шантић
130. Имре Шафрањ
131. Мирјана Шипош
132. Бранко Шотра

### Вајарство
1. Градимир Алексић
2. Милан Бесарабић
3. Марко Брежанин
4. Милан Берговић
5. Војислав Вујисић
6. Матија Вуковић
7. Ангелина Гаталица
8. Нандор Грид
9. Радмила Граовац
10. Анте Гржетић
11. Стеван Дукић
12. Никола Јанковић
13. Олга Јанчић
14. Божидар Јововић
15. Мирјана Кулуџић-Летица
16. Ото Лого
17. Мира Марковић
18. Франо Менгело-Динчић
19. Периша Милић
20. Славољуб Миловановић
21. Божидар Обрадовић
22. Димитрије Парамендић
23. Славка Петровић-Средовић
24. Миша Поповић
25. Надежда Првуловић
26. Милица Рибникар
27. Екатерина Ристивојев
28. Сава Сандић
29. Милош Сарић
30. Јован Солдатовић
31. Ристо Стијовић
32. Војин Стојић
33. Радивој Суботички
34. Јелисавета Шобер
35. Живорад Михаиловић